# آيت ياسين (اصبويا)
آيت ياسين هي إحدى مشيخات المملكة المغربية، تتبع جغرافيا لإقليم سيدي إفني وإداريًا لاصبويا. يقدر عدد سكانها بـ 1718 نسمة حسب الإحصاء الرسمي للسكان والسكنى لسنة 2004.